# Тальятеле
Тальятеле (італ. tagliatelle), також помилково тагліателе — різновид локшини, класична італійська паста з регіону Емілія-Романья. Тальятеле — це довгі пласкі стрічки завширшки у 0,65—1 см, за формою схожі на фетуччіне. Зазвичай тальятеле подають з різними видами соусів, найчастіший варіант сервірування — з м'ясним соусом болоньєзе (італ. tagliatelle alla bolognese). Один з різновидів тальятеле — піцокері.

## Історія
За легендою, тальятеле було винайдено в 1487 році, в епоху Відродження. Придворного кухаря Зафірана надихнула зачіска  Лукреції Борджіа в день її весілля з Альфонсо I д'Есте. Страву було названо Tagliolini di pasta e sugo, alla maniera di Zafiran (тальоліні з тіста з соусом за рецептом Зафірана), і було подано на срібних тарелях. З часом тальятеле стала популярною й серед бідніших верств населення.

## Застосування
Оскільки тальятеле зазвичай готують самотужки із свіжих інгредієнтів, консистенція локшини виходить шорсткою і шпаристою, що робить цей вид пасти особливо придатним для подавання із густими соусами, або з соусами із яловичини, телятини, свинини, а іноді — кролятини. Окрім них існують також дієтичніші варіанти соусів, наприклад, briciole e noci (з хлібними крихтами і горіхами), uovo e formaggio (з яйцями і сиром, різновид карбонара) або просто pomodoro e basilico (з томатами і базиліком).